# Puccinia tepperi
Puccinia tepperi ist eine Ständerpilzart aus der Ordnung der Rostpilze (Pucciniales). Der Pilz ist ein Endoparasit von Phragmites communis. Symptome des Befalls durch die Art sind Rostflecken und Pusteln auf den Blattoberflächen der Wirtspflanzen. Sie ist ein Endemit Australiens.

## Merkmale

### Makroskopische Merkmale
Puccinia tepperi ist mit bloßem Auge nur anhand der auf der Oberfläche des Wirtes hervortretenden Sporenlager zu erkennen. Sie wachsen in Nestern, die als gelbliche bis braune Flecken und Pusteln auf den Blattoberflächen erscheinen.

### Mikroskopische Merkmale
Das Myzel von Puccinia tepperi wächst wie bei allen Puccinia-Arten interzellulär und bildet Saugfäden, die in das Speichergewebe des Wirtes wachsen. Aecien oder Spermogonien der Art sind nicht bekannt; gleiches gilt für die Uredien des Pilzes. Ihre dunkel zimtbraunen Uredosporen sind birnenförmig bis elliptisch, 27–30 × 20–23 µm groß und fein stachelwarzig. Die Telien der Art sind schokoladenbraun, früh offenliegend und kompakt. Die gold- bis haselnussbraunen Teliosporen sind zweizellig, in der Regel ellipsoid bis keulig-ellipsoid und 47–64 × 20–23 µm groß; ihre Stiele sind bräunlich und bis zu 180 µm lang.

## Verbreitung
Das bekannte Verbreitungsgebiet von Puccinia tepperi umfasst lediglich Australien.

## Ökologie
Die Wirtspflanze von Puccinia tepperi ist Phragmites communis. Der Pilz ernährt sich von den im Speichergewebe der Pflanzen vorhandenen Nährstoffen, seine Sporenlager brechen später durch die Blattoberfläche und setzen Sporen frei. Die Art verfügt über einen Entwicklungszyklus, von dem bislang lediglich Telien sowie deren Wirt bekannt sind; Uredien, Spermogonien und Aecien konnten dem Pilz nicht zugeordnet werden.